# Signe Riisalo
Signe Riisalo (ur. 8 października 1968 w Tallinnie) – estońska polityk i urzędniczka państwowa, działaczka Estońskiej Partii Reform, deputowana, w latach 2021–2025 minister ochrony socjalnej.

## Życiorys
W 1989 ukończyła studia na wydziale ekonomii Uniwersytetu Technicznego w Tallinnie, a w 1995 studia z pracy socjalnej na Uniwersytecie Tallińskim. W 2008 została absolwentką prawa na Uniwersytecie w Tartu. Od 1987 była zatrudniona jako inżynier w instytucie projektowym Eesti Maaehitusprojekt. W 1990 przeszła do pracy w administracji rządowej. Od 1993 zawodowo związana z ministerstwem spraw społecznych.
W 1994 wstąpiła do Estońskiej Partii Reform. W 2019 zasiadła w Zgromadzeniu Państwowym XIV kadencji. W 2023 uzyskała mandat deputowanej na kolejną kadencję.
W styczniu 2021 w nowo utworzonym rządzie Kai Kallas objęła stanowisko ministra ochrony socjalnej. Pozostała na tym stanowisku również w powołanym w lipcu 2022 drugim gabinecie dotychczasowej premier, w utworzonym w kwietniu 2023 jej trzecim rządzie oraz w powstałym w lipcu 2024 gabinecie Kristena Michala. Zakończyła urzędowanie w marcu 2025.